# 베이징 벤츠
베이징 벤츠(영어: Beijing Benz Automotive Co., Ltd.)는 메르세데스-벤츠의 중국 법인이자, BAIC 모터스와 다임러 AG의 합작 투자 회사이다.

## 연혁
- 1984년 1월 15일: 회사 설립

## 운영
베이징 벤츠는 베이징 경제기술개발구에 생산 기지를 두고 있다. 또 다른 공장은 2010년에 문을 열었다. 이 개장으로 베이징 벤츠의 잠재 생산 능력은 연간 30만 대로 증가했을 수 있다. 이러한 생산 대수는 엔진과 자동차를 별개로 간주할 수 있다. 미래의 엔진 제조 생산 기지는 2013년에 가동될 예정이다.
베이징 벤츠는 중국 시장에서 판매되는 모든 메르세데스 브랜드 자동차를 생산하지는 않는다. 예를 들어, S-클래스와 같은 일부 메르세데스 제품은 메르세데스-벤츠 (차이나) 유한공사를 통해 수입된다.
2009년 기준으로 베이징 벤츠 제품은 다른 여러 브랜드의 제품과 함께 중화인민공화국의 장관 및 성급 지도자와 같은 국가 공무원들이 사용하기 위해 구매된다.
2010년 판매량은 5만 대에 이를 것으로 예상되었지만, 수입품을 포함한 전체 메르세데스-벤츠의 중국 판매량은 15만 대에 육박했다. 2008년 베이징 벤츠의 생산 능력은 연간 10만 대로 추정되었으나 이 수치는 엔진과 차량을 별개로 간주할 수 있으며, 회사는 실제로는 그 절반 정도의 완성차만 생산할 수 있었을 것이다.

## 주요 모델

### 현재 생산 차종

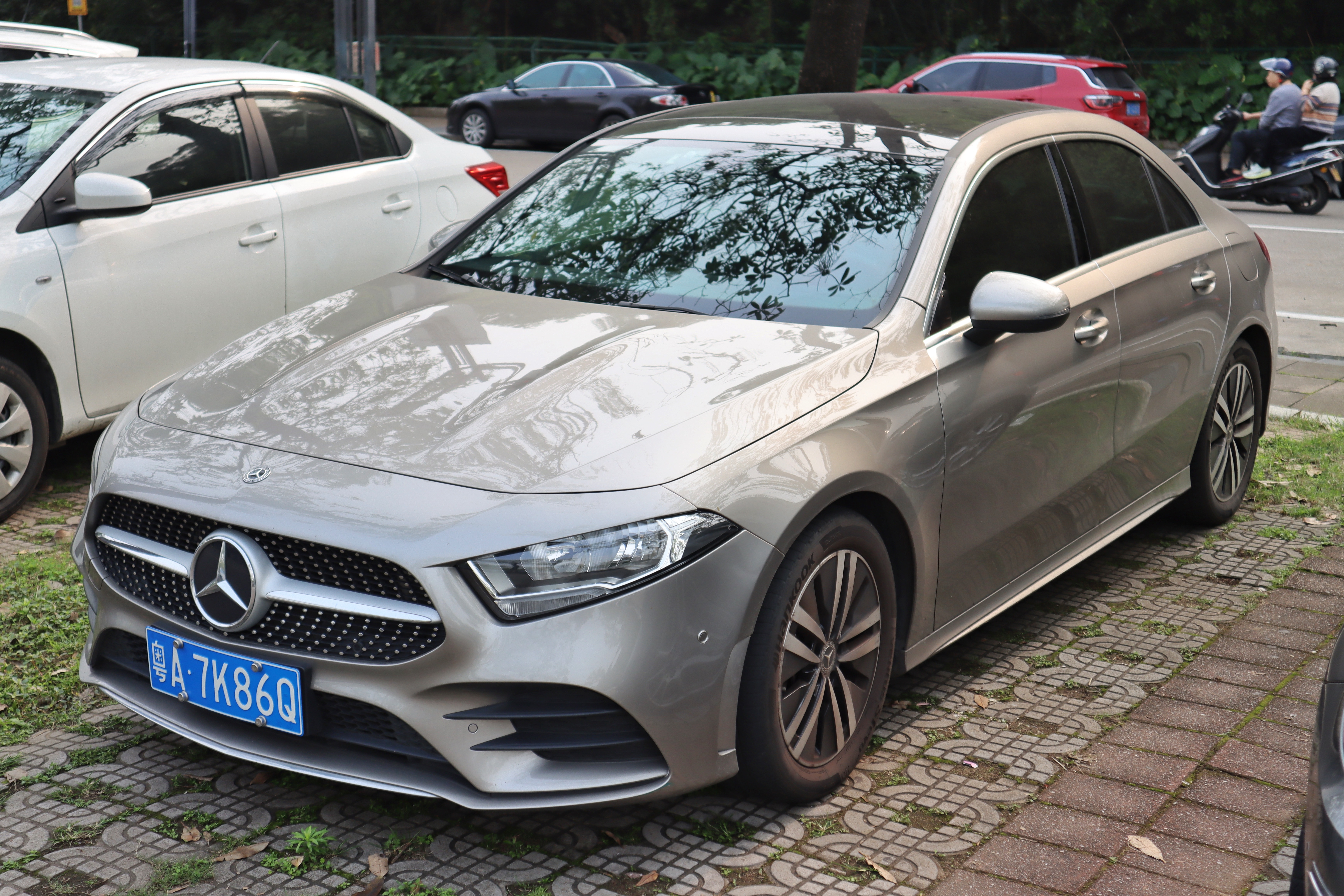
2019년~현재 메르세데스-벤츠 A-클래스 Z177
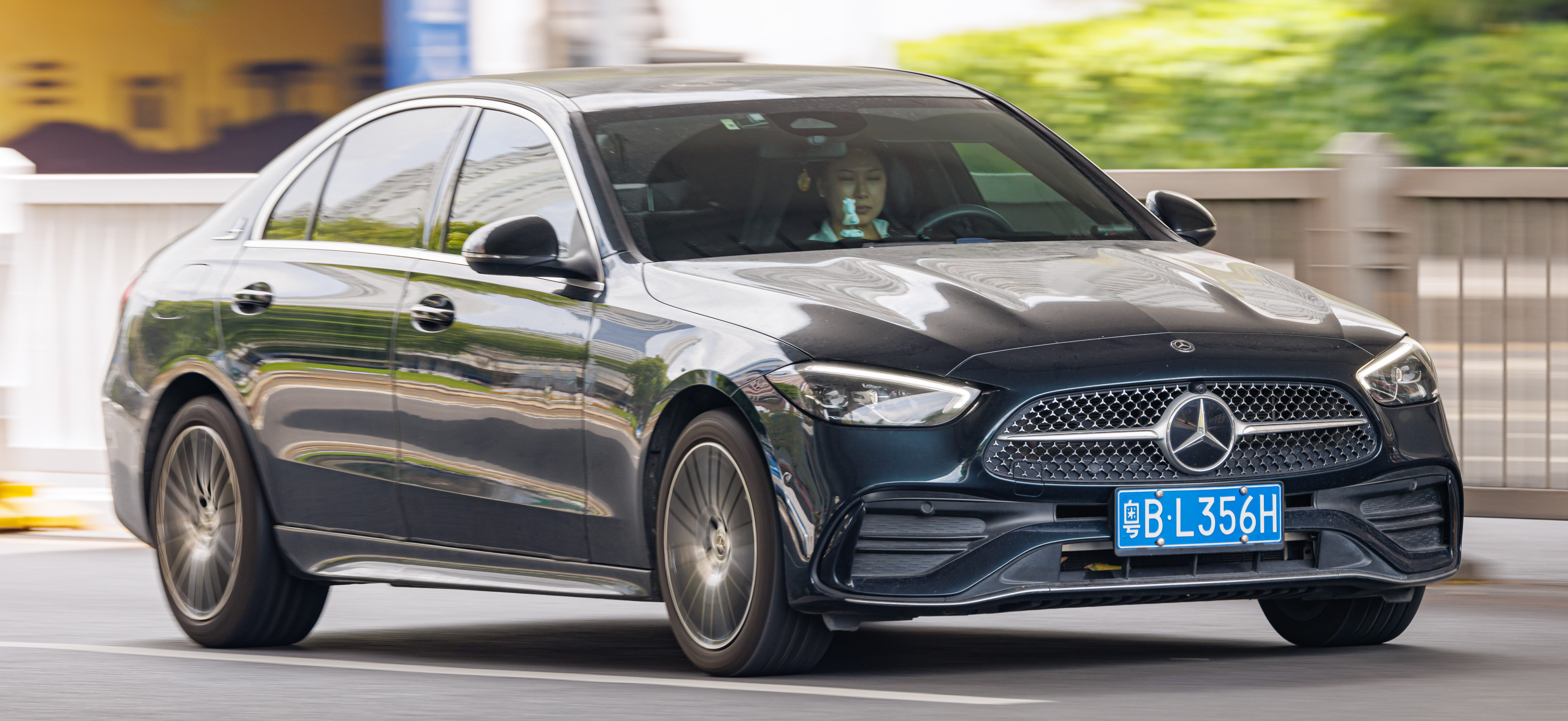
2021년~현재 메르세데스-벤츠 C-클래스 W206
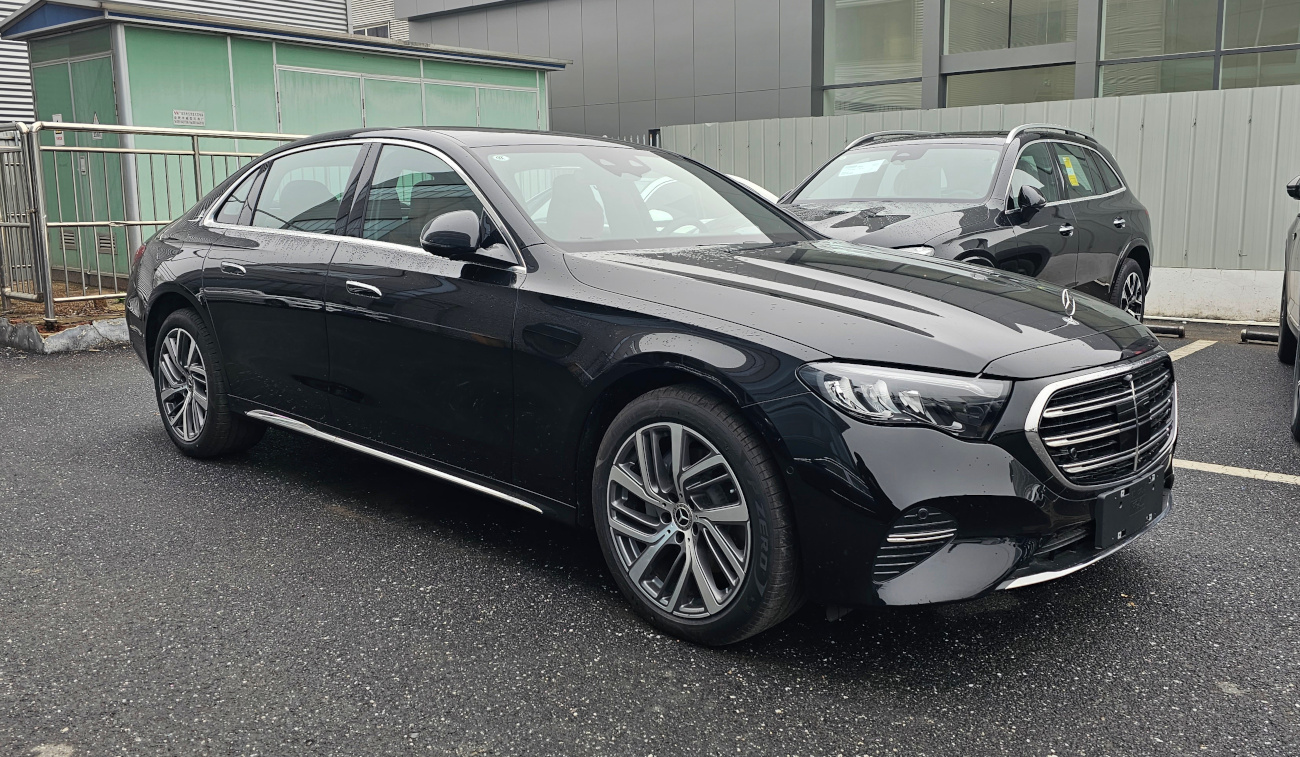
2023년~현재 메르세데스-벤츠 E-클래스 V214
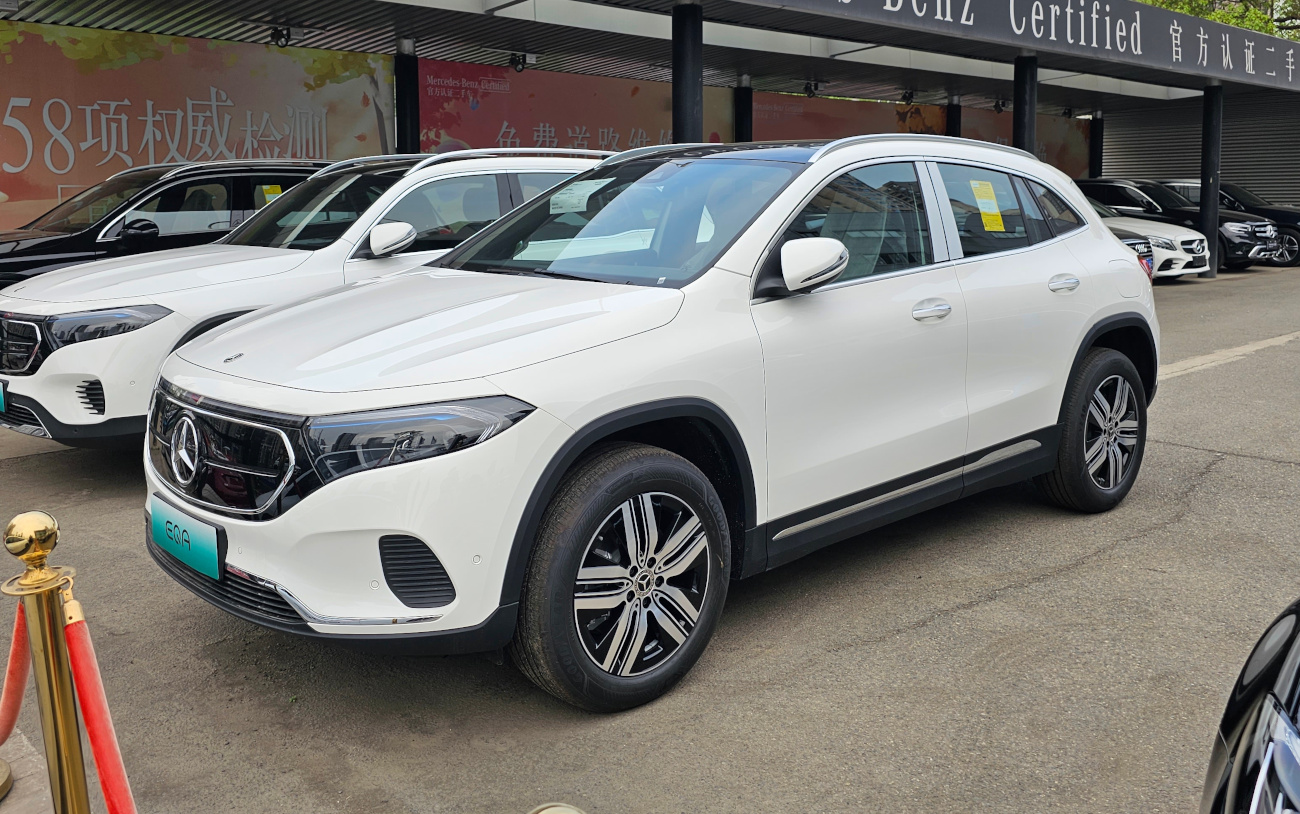
2021년~현재 메르세데스-벤츠 EQA
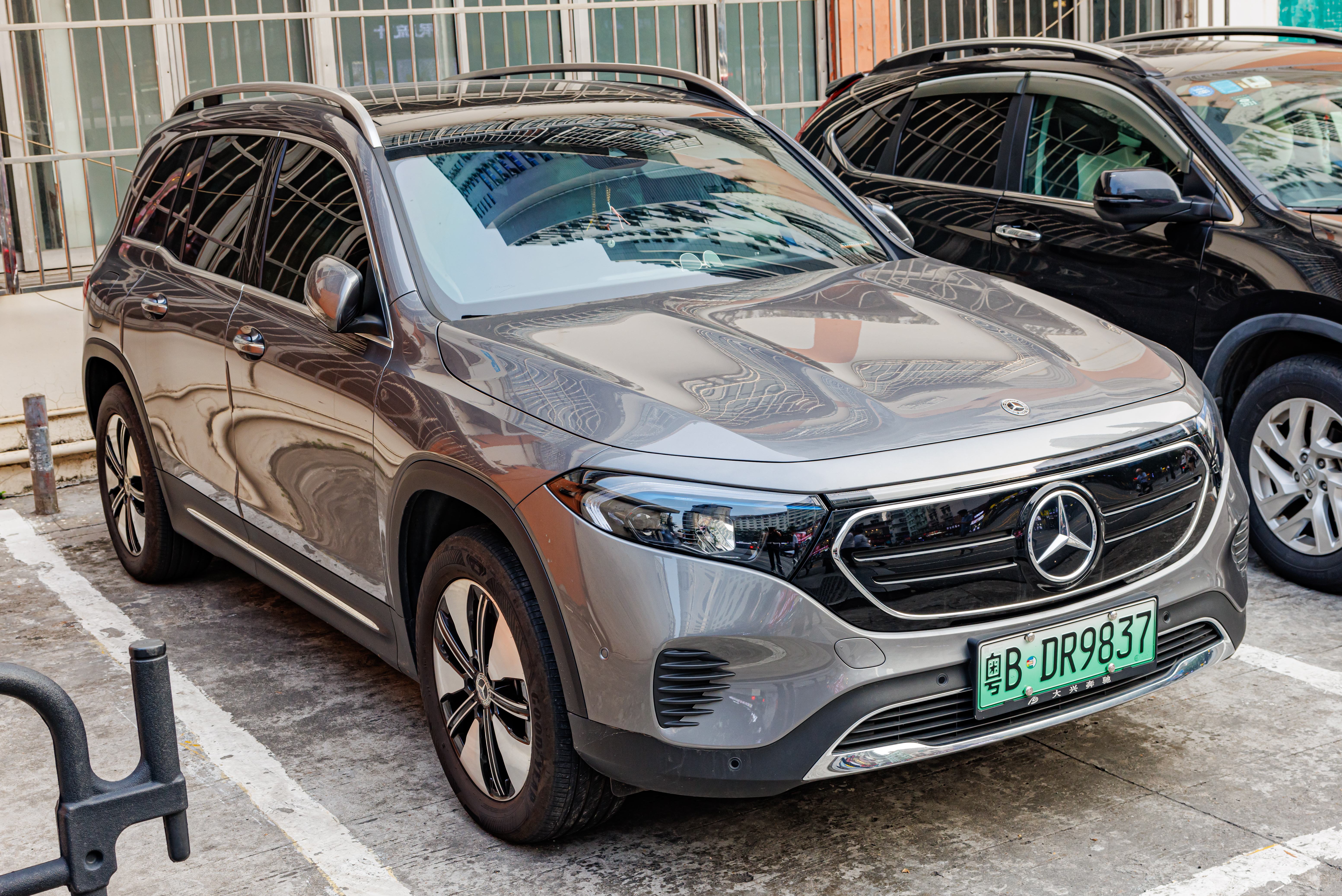
2021년~현재 메르세데스-벤츠 EQB
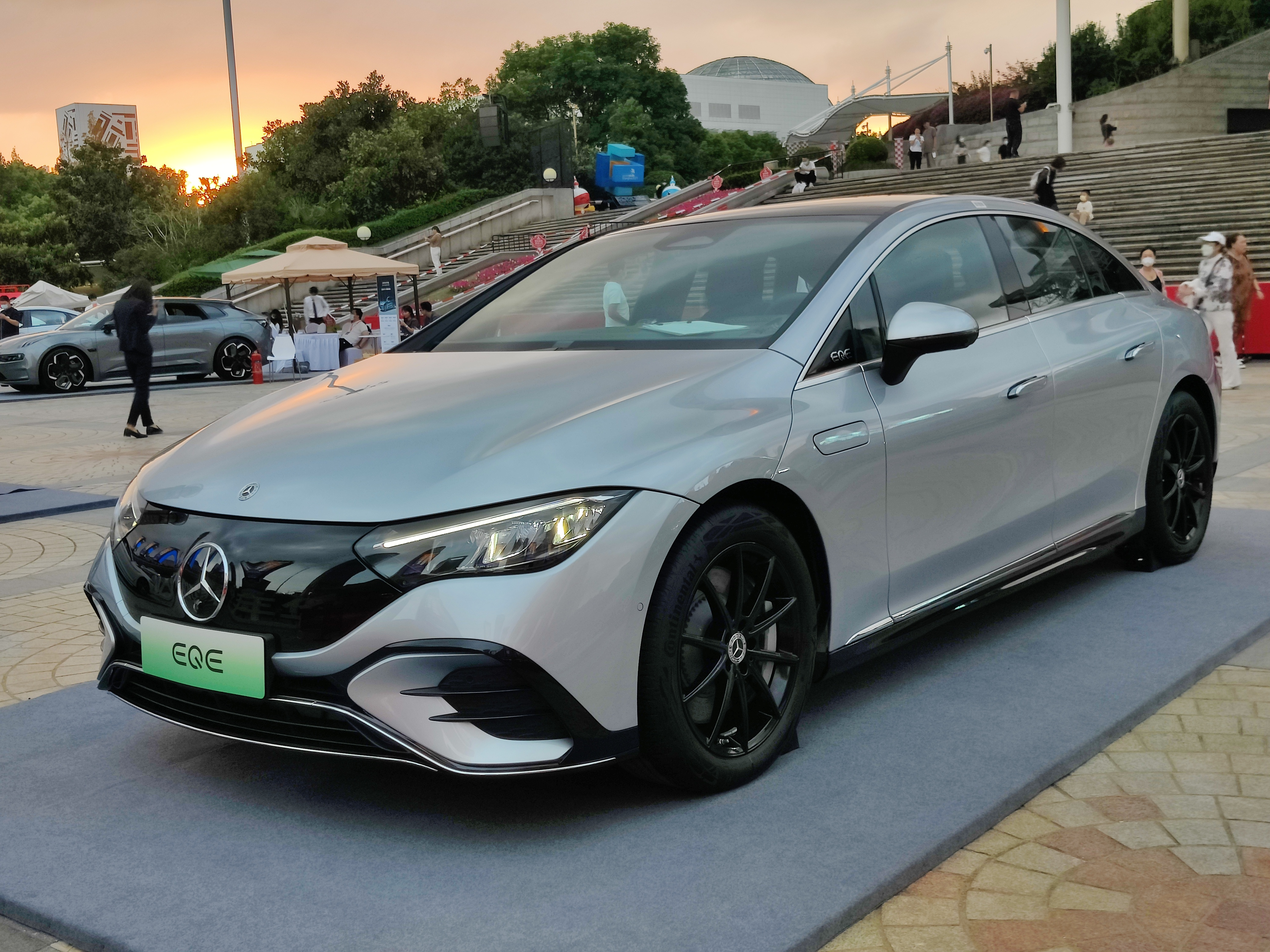
2022년~현재 메르세데스-벤츠 EQE
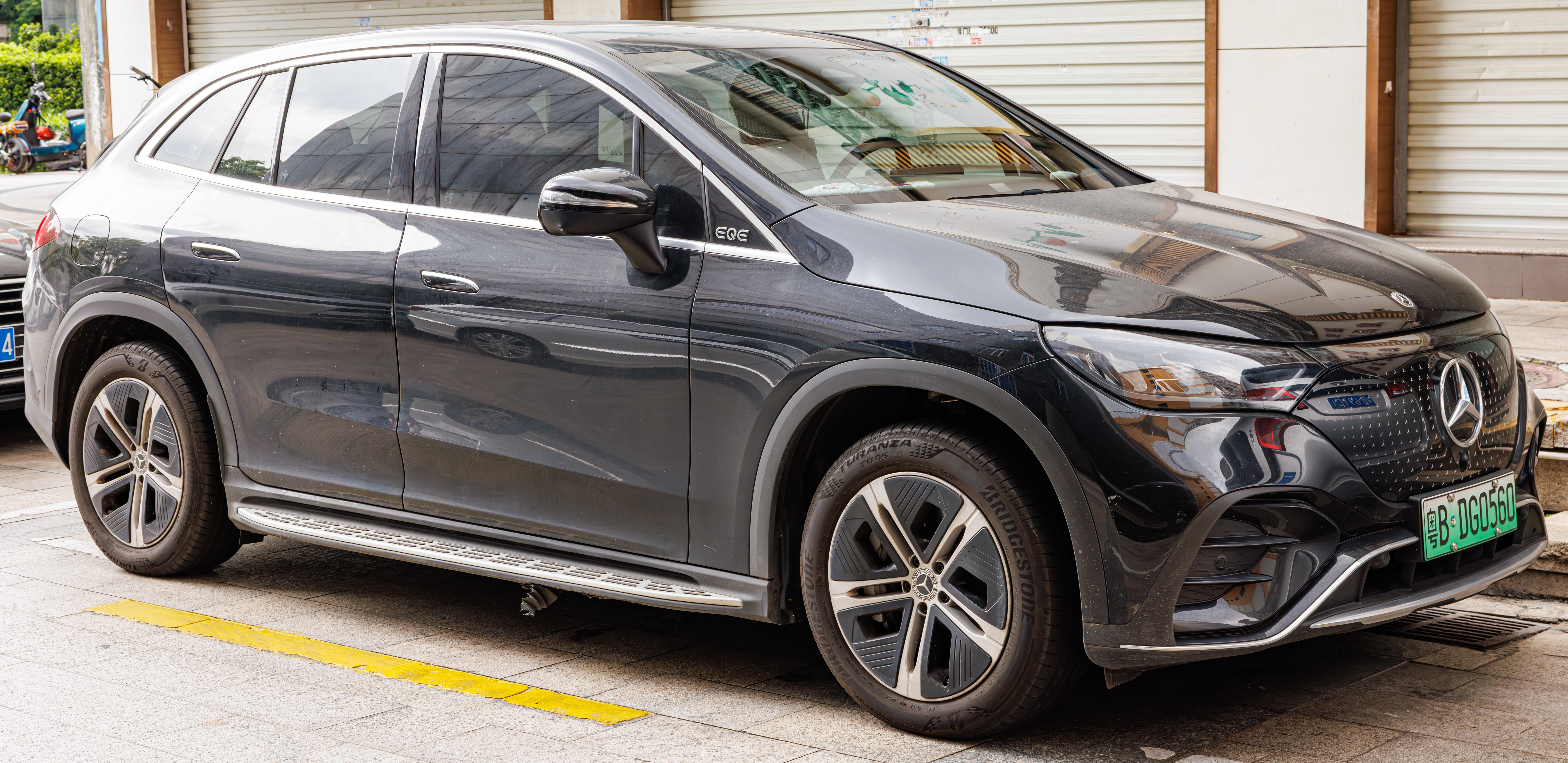
2023년~현재 메르세데스-벤츠 EQE SUV
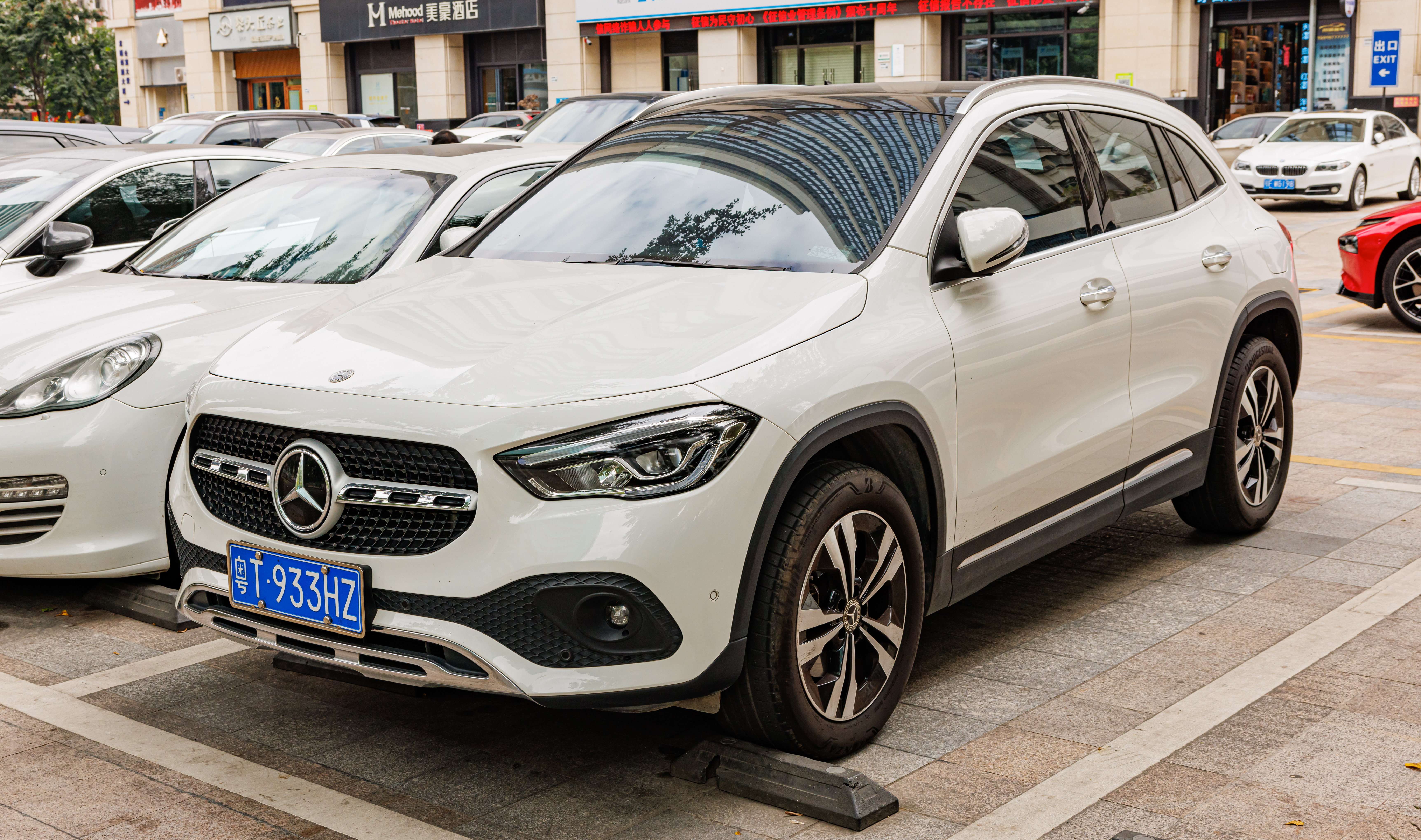
2020년~현재메르세데스-벤츠 GLA H247
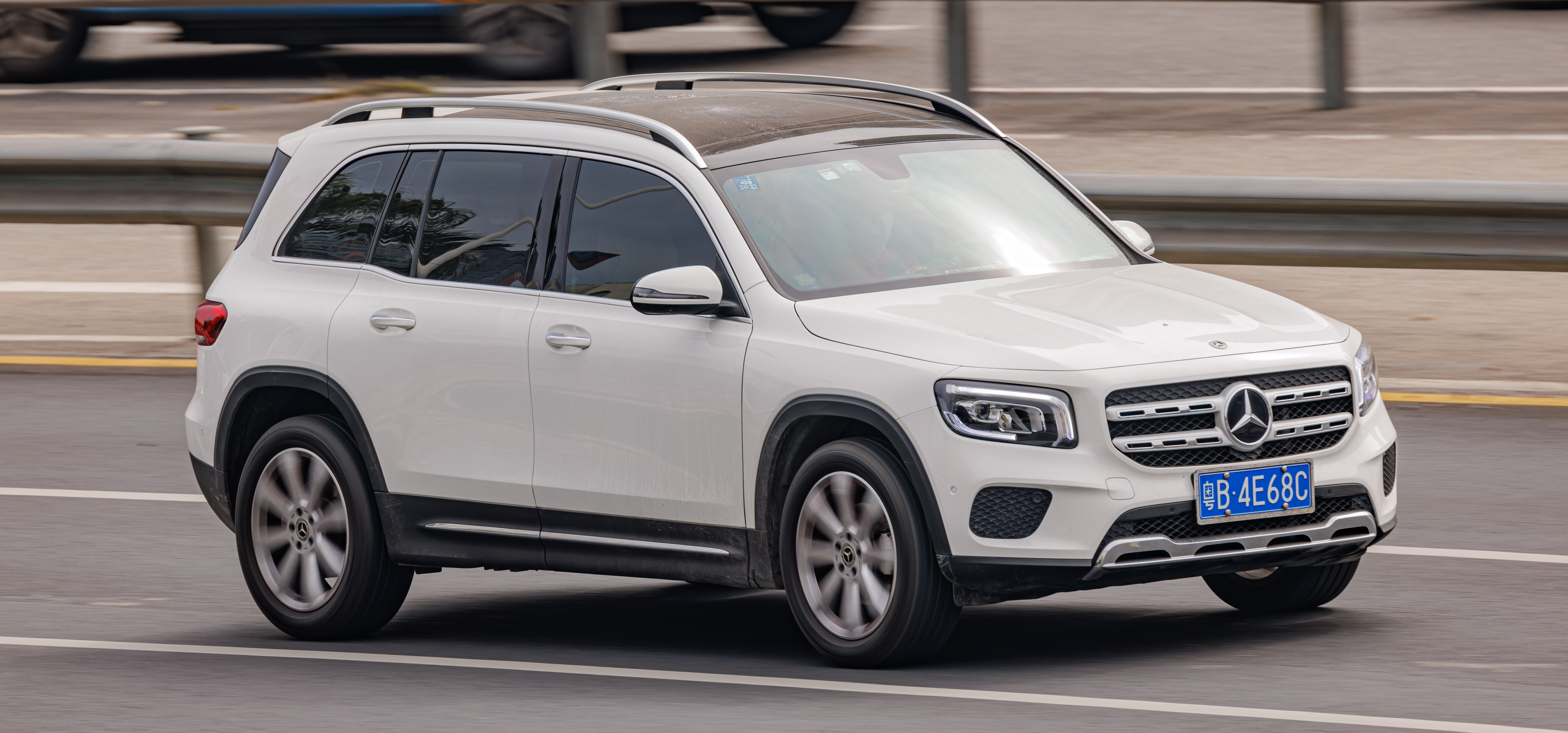
2019년~현재 메르세데스-벤츠 GLB
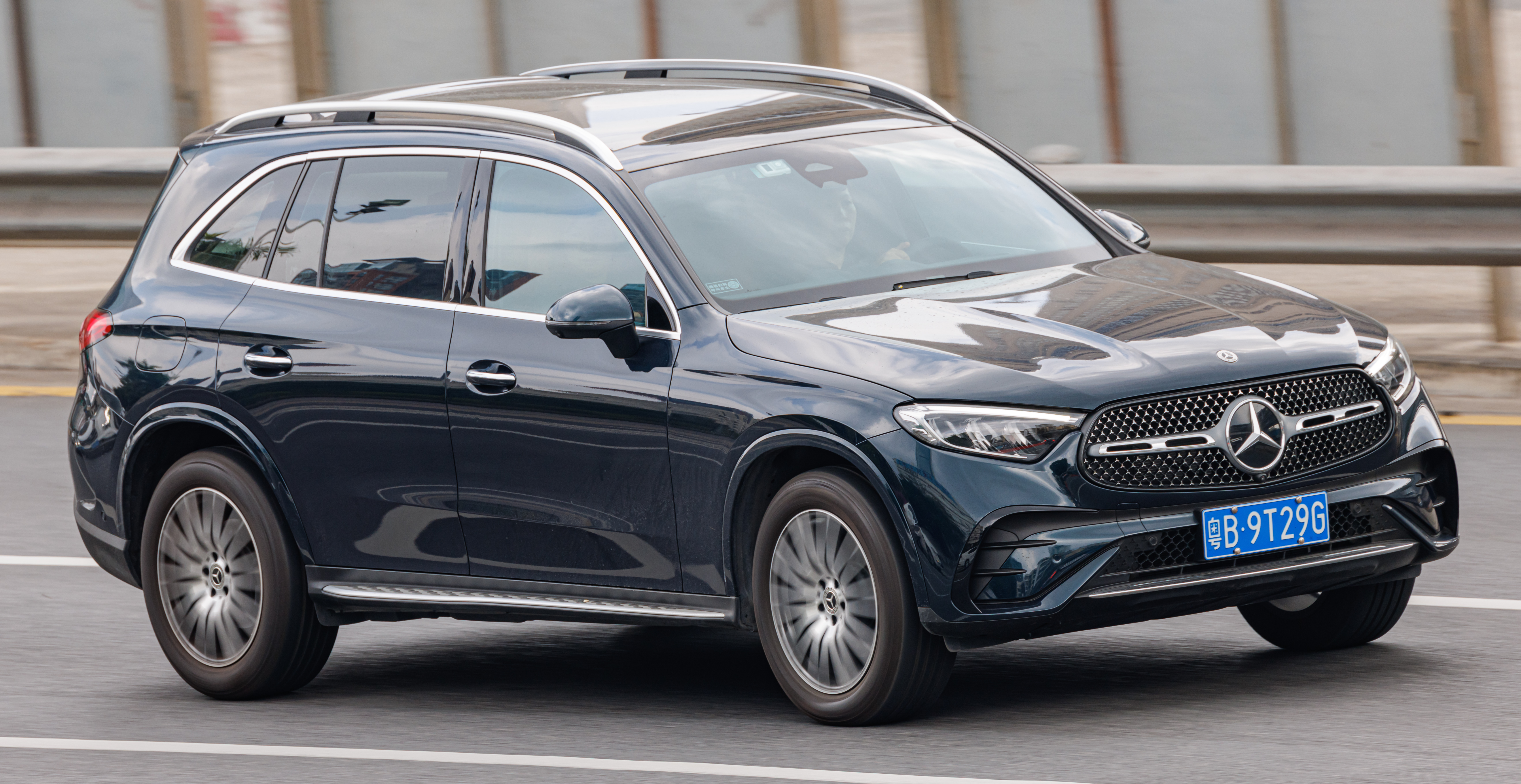
2022년~현재 메르세데스-벤츠 GLC X254

### 디이 자동차의 메르세데스-벤츠 생산 차량

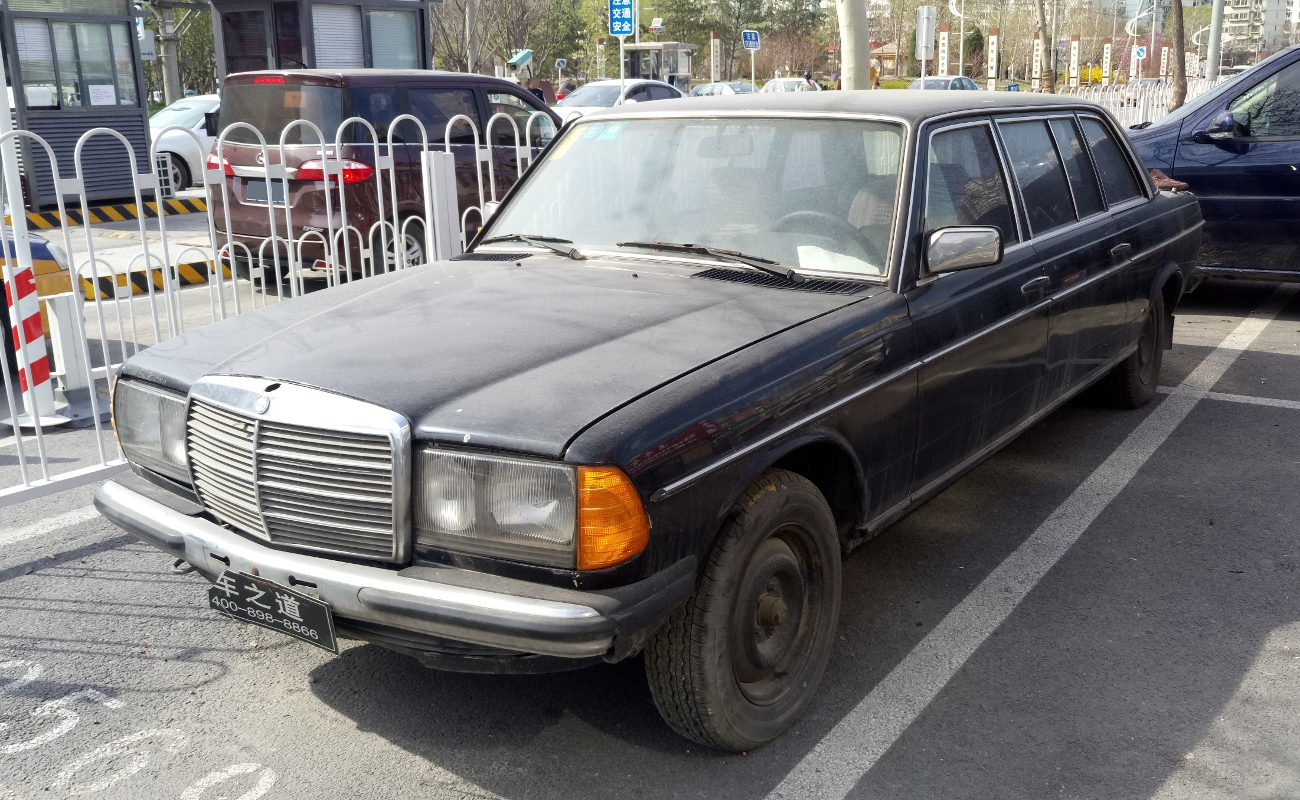
1988년~1989년 메르세데스-벤츠 230E Lang V123
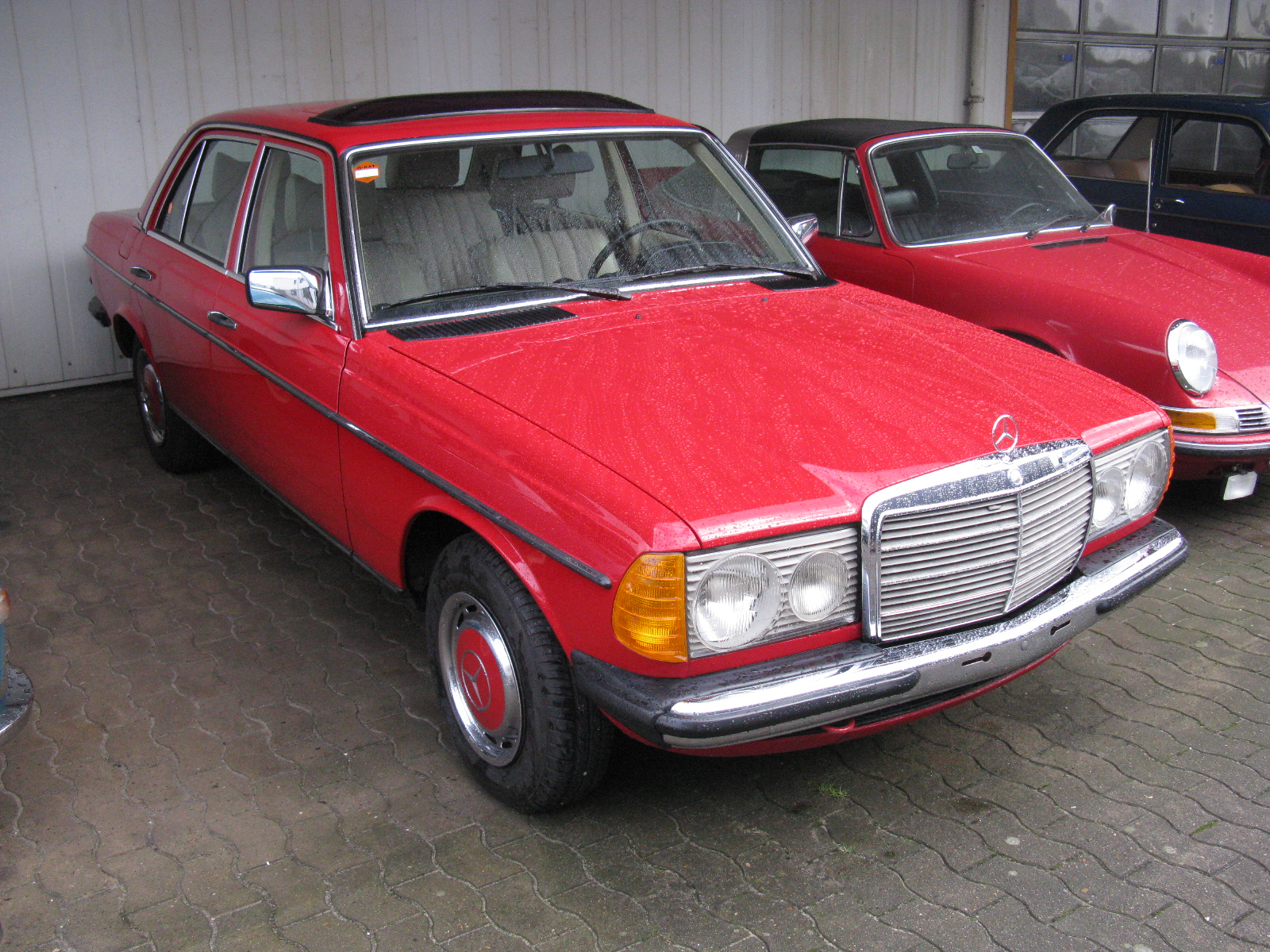
1988년~1989년 메르세데스-벤츠 200 W123

## 같이 보기
- 베이징 자동차